# Ghiacciaio della Sesia
Il ghiacciaio della Sesia è situato sul versante meridionale del Monte Rosa, in territorio valsesiano, nel comune di Alagna Valsesia.
Il bacino del ghiacciaio, dalla cui lingua glaciale ha origine il fiume Sesia, è collocato tra i contrafforti che discendono dalla punta Parrot, a ovest, la punta Gnifetti e la cresta Signal, a nord. Nel settore di nord-est confina con il contiguo ghiacciaio delle Vigne, situato tra le Rocce Sesia, la cresta Signal e le rocce del Cavallo, che confluisce in esso.

## Variazioni frontali recenti
Il ghiacciaio della Sesia, al pari di numerosi altri ghiacciai delle Alpi, si trova attualmente in una fase di forte regresso: il suo fronte glaciale, che in epoche storiche abbastanza recenti (inizi del XIX secolo) era avanzato a tal punto da giungere a minacciare i sottostanti alpeggi, ha subito un lungo e inarrestabile arretramento, che, durante gli ultimi decenni, è andato progressivamente accentuandosi.